# 圣卢普斯堂 (亚眠)

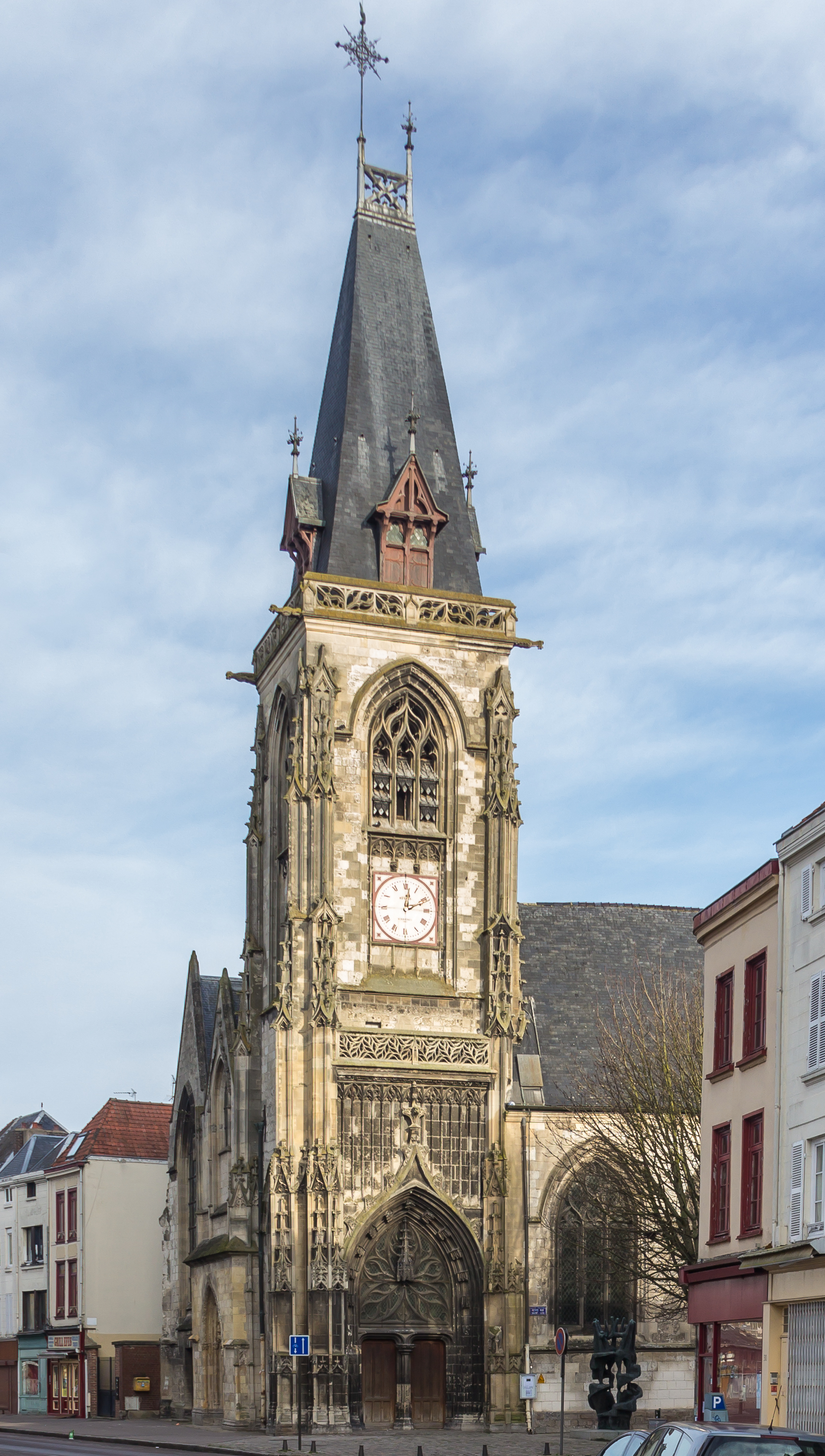

圣卢普斯堂（Église Saint-Leu）是法国北部城市亚眠的一座华丽的哥特式罗马天主教教堂。它坐落在市中心，是主教座堂之后亚眠最古老的教堂。

## 历史
该堂初建于15世纪。1581年复活节早晨，风暴造成屋顶倒塌，导致68人死亡。
法国大革命期间，1790年7月12日，亚眠只保留了五个教堂，该堂名列其中。神父拒绝效忠宪法，移居国外。1793年，该堂被改为军用饲料商店。1796年10月16日恢复礼拜。
该堂于1906年列为法国历史古迹。
该堂在一战中曾被德国炮击受损，但在二战的轰炸中幸免于难。